# Дашевская, Ольга Анатольевна
Ольга Анатольевна Дашевская (до замужества — Грицианова; род. 19 июня 1953, Томск) — советский российский филолог, литературовед. Доктор филологических наук. Профессор кафедры истории русской литературы XX века Томского государственного университета. Научная деятельность связана с русской литературой и философией XX века, проблемами типологии литературы XX в., эстетики и поэтики, методологии.
Специалист по творчеству Д. Андреева.

## Биография
Родилась 19 июня 1953 года в Томске.
Обучалась в средней школы № 6 г. Томска.
После выпуска из школы в 1970 году поступила на историко-филологический факультет Томского государственного университета (ТГУ).
Окончила университет в 1975 году, получив специальность «преподаватель русского языка и литературы».
В 1975—1982 годах — школьная учительница. В 1975—1976 годах — учитель русского языка и литературы в средней школе № 24, с 1976 по 1982 — в средней школе № 12 г. Томска.
С 1983 по 1985 — аспирант кафедры советской литературы в ТГУ. С 2004 по 2006 — докторант кафедры истории русской литературы XX века в ТГУ.
Ученое звание доцент по кафедре советской литературы присвоено ВАК в 1987, профессора по кафедры истории русской литературы XX века — в 2007 году.
С 1985 в Томском госуниверситете: сначала ассистентом, с 1990 года старшим преподавателем, затем в 1994—2010 годы — доцент, с 2011 — профессор кафедры истории русской литературы века.

## Семья
Из семьи преподавателей Томского госуниверситета.
Отец — Анатолий Степанович Грицианов (1929—2001), окончил юрфак ТГУ, работал судьей, занимал должность заместителя председателя Томского облсуда, с 1974 — доцент юрфака ТГУ. Мать — Маргарита Владимировна Грицианова (девичья фамилия Пешкова, 1932—2002), окончила историко-филологический факультет ТГУ, кандидат филологических наук, доцент филфака ТГУ.
Муж — Роман Ефимович Дашевский, художественный руководитель театра эстрадных миниатюр «Эстус», заслуженный работник культуры РФ. У них дочь Екатерина (р. 1977).

## Награды, поощрения
Почётный работник высшего профессионального образования Российской Федерации (2012), лауреат конкурса Томской области в сфере образования и науки (2006).
Награждена медалью «За заслуги перед Томским государственным университетом» (2007).